# Pfeil (Schiff, 1864)
Die Pfeil war ein Schiff der Jäger-Klasse, einer Klasse von insgesamt fünfzehn Dampfkanonenbooten II. Klasse der Königlich Preußischen Marine, der Marine des Norddeutschen Bundes sowie der Kaiserlichen Marine.

## Bau und Dienstzeit
Die Pfeil wurde Mitte des Jahres 1859 bei der Wolgaster Werft Lübke in Auftrag gegeben und lief am 14. Februar 1860 vom Stapel. Während des Baus erhielt das Schiff werftintern den Namen Donner, um einer Bestimmung der preußischen Zollbehörde hinsichtlich der aus dem Ausland bezogenen Bauteile zu entsprechen. Nach der Fertigstellung wurde die Pfeil zum Stützpunkt der Kanonenboote auf den Dänholm überführt und dort aufgeslipt.
Die erste Indienststellung der Pfeil erfolgte aufgrund des ausgebrochenen Deutsch-Dänischen Krieges am 11. Februar 1864. Das Kanonenboot trat zur I. Flottillen-Division und nahm am 17. März am Seegefecht bei Jasmund gegen dänische Kriegsschiffe teil. An einem weiteren Vorstoß am 6. Mai, der zu keiner Gefechtsberührung führte, war das Schiff ebenfalls beteiligt. Nach einer Umorganisation der Kanonenbootsverbände wurde die Pfeil wahrscheinlich zum Flaggschiff der I. Flottillen-Division, jedoch ist dies nicht zweifelsfrei belegbar. Nach der am 13. Oktober erfolgten Außerdienststellung wurde das Schiff erneut auf dem Dänholm eingemottet.
Erst nach über vier Jahren, am 3. Mai 1869, wurde die Pfeil wieder aktiviert. Sie fungierte als Wachtschiff in Danzig sowie zeitgleich als Tender der dortigen Königlichen Werft. Mit Beginn des Deutsch-Französischen Krieges wurde das Schiff zunächst über Swinemünde und den Eider-Kanal nach Husum verlegt, trat aber bereits Anfang August zu einer auf der Elbe gebildeten Flottille. Im Frühjahr 1871 wurde die Pfeil den Streitkräften auf der Jade zugeteilt und schließlich am 12. April außer Dienst gestellt, ohne während des Krieges in Feindberührung gekommen zu sein.

## Verbleib
Während einer Untersuchung des Schiffes in Vorbereitung einer Grundüberholung wurde festgestellt, dass der Rumpf stark verrottet war und eine Reparatur nicht lohnte. Die Pfeil wurde daher am 19. März 1872 aus der Liste der Kriegsschiffe gestrichen und als Minenprahm in Wilhelmshaven aufgebraucht.

## Kommandanten
| 11. Februar bis September 1864 | Fähnrich zur See / Leutnant II. Klasse / Leutnant zur See Otto Zembsch |
| September bis 13. Oktober 1864 | Kapitänleutnant Adolph Wilhelm Berger                                  |
| 3. Mai bis Juni 1869           | Unterleutnant zur See Augustin                                         |
| Juni bis September 1869        | Kapitänleutnant Georg Heinrich Rodenacker                              |
| September bis Oktober 1869     | Korvettenkapitän Otto Livonius (in Vertretung)                         |
| Oktober 1869 bis Januar 1870   | Kapitänleutnant Paul Kupfer                                            |
| Januar bis Februar 1870        | Korvettenkapitän Otto Livonius (in Vertretung)                         |
| Februar bis März 1870          | Kapitänleutnant Paul Kupfer                                            |
| März 1870 bis 12. April 1871   | Leutnant zur See August von Weddig                                     |